# Maurits Kjærgaard
Maurits Kjærgaard, né le 26 juin 2003 à Herlev au Danemark, est un footballeur danois qui évolue au poste de milieu de terrain au RB Salzbourg.

## Biographie

### En club
Formé au Lyngby BK, Maurits Kjærgaard rejoint le RB Salzbourg en juillet 2019,. Il est alors la plus grande vente du club en 20 ans.
Il est dans un premier temps intégré au FC Liefering, le club partenaire de Salzbourg.
Kjærgaard brille également en UEFA Youth League, avec les moins de 19 ans de Salzbourg : il prend notamment part au bon parcours des siens lors de l'édition 2019-20, où ils éliminent les tenants du titre du FC Porto, les champions anglais de Derby County et l'OL de Florent Da Silva (en) et Malo Gusto,. Le parcours des Salzbourgeois ne s'arrête qu'en demi-finale, contre les futurs champions du Real Madrid, portés par des joueurs comme Miguel Gutiérrez ou Marvin Park (en).
Il intègre ensuite l'équipe de Salzbourg, jouant son premier match le 28 février 2021 contre le SK Sturm Graz. Il entre en jeu et son équipe s'incline par deux buts à un. Il devient champion d'Autriche en 2021, le RB Salzbourg étant sacré champion pour la huitième fois d'affilée.
Le 27 juillet 2021, Kjærgaard prolonge son contrat avec Salzbourg jusqu'en juin 2024.
Il inscrit son premier but en Ligue des champions le 8 mars 2022 lors de la lourde défaite 7-1 de Salzbourg sur la pelouse du Bayern Munich en 8e de finale retour.
En février 2023, Kjærgaard reçoit le prix du talent masculin danois de l'année 2022.

### En sélection
Maurits Kjærgaard représente le Danemark en sélection, il est notamment sélectionné avec les moins de 17 ans à partir de 2019, où il débute lors d'une défaite face à la France (2-1) le 4 mars. Il porte le brassard de capitaine contre la Suède le 10 août (victoire 3-2 du Danemark) et inscrit son premier but contre l'Angleterre le 15 novembre (1-3 pour les Danois).
Il joue son premier match avec les moins de 19 ans le 3 septembre 2020, lors d'une victoire danoise face à l'Allemagne.
Le 3 septembre 2021, Kjærgaard joue son premier match avec l'équipe du Danemark espoirs lors d'un match amical face à la Grèce. Les deux équipes se séparent sur un match nul ce jour-là de un partout. Kjærgaard inscrit son premier but pour les espoirs face au Kazakhstan le 4 juin 2022. Titulaire, il participe à la victoire de son équipe par trois buts à zéro.

## Statistiques
| Saison                | Club                  | Championnat           | Championnat | Championnat | Coupe(s) nationale(s) | Coupe(s) nationale(s) | Compétition(s) continentale(s) | Compétition(s) continentale(s) | Compétition(s) continentale(s) | Total | Total |
| Saison                | Club                  | Division              | M.          | B.          | M.                    | B.                    | Comp.                          | M.                             | B.                             | M.    | B.    |
| 2019-2020             | FC Liefering          | 2. Liga               | 13          | 2           | -                     | -                     | -                              | -                              | -                              | 13    | 2     |
| 2020-2021             | FC Liefering          | 2. Liga               | 28          | 3           | -                     | -                     | -                              | -                              | -                              | 28    | 3     |
| 2021-2022             | FC Liefering          | 2. Liga               | 6           | 2           | -                     | -                     | -                              | -                              | -                              | 6     | 2     |
| Sous-total            | Sous-total            | Sous-total            | 47          | 7           | -                     | -                     | -                              | -                              | -                              | 47    | 7     |
| 2020-2021             | Red Bull Salzbourg    | Bundesliga            | 1           | 0           | -                     | -                     | C1                             | -                              | -                              | 1     | 0     |
| 2021-2022             | Red Bull Salzbourg    | Bundesliga            | 17          | 2           | 5                     | 1                     | C1                             | 4                              | 1                              | 26    | 4     |
| 2022-2023             | Red Bull Salzbourg    | Bundesliga            | 26          | 2           | 3                     | 0                     | C1+C3                          | 6+1                            | 0+0                            | 36    | 2     |
| 2023-2024             | Red Bull Salzbourg    | Bundesliga            | 17          | 2           | 4                     | 1                     | C1                             | 3                              | 0                              | 24    | 3     |
| Sous-total            | Sous-total            | Sous-total            | 61          | 6           | 12                    | 2                     | -                              | 14                             | 1                              | 87    | 9     |
| Total sur la carrière | Total sur la carrière | Total sur la carrière | 108         | 13          | 12                    | 2                     | -                              | 14                             | 1                              | 134   | 16    |

## Palmarès
RB Salzbourg
- Championnat d'Autriche (3) :
  - Champion : 2020-21, 2021-22 et 2022-23.

## Distinctions personnelles
- Talent masculin danois de l'année 2022.